# Rothschild Boulevard
De Rothschild Boulevard (Hebreeuws: שְׂדֵרוֹת רוֹטְשִׁילְד, Sderot Rotshild) is een van de belangrijkste straten in het centrum van Tel Aviv, Israël. De straat begint in de wijk Neve Tzedek en loopt in noordelijke richting naar het nationale Habima Theater. Het is een van de duurste straten van de stad om te wonen, te herkennen aan de brede, met bomen omzoomde centrale strook voor voetgangers en fietsers.

## Geschiedenis
De Rothschild Boulevard is een van de oudste straten van Tel Aviv. Om Edmond James de Rothschild, een lid van de bekende bankiersfamilie, te eren, werd de straat naar hem vernoemd. Het huis op de hoek van de Herzlstraat werd in 1909 gebouwd door de familie Eliavson, een van de zestig oprichters van Tel Aviv. In 2007 werd het gebouw gerestaureerd.
De Israëlische onafhankelijkheidsverklaring werd op 14 mei 1948 ondertekend in de Independence Hall aan de Rothschild Boulevard.
Veel van de historische gebouwen zijn gebouwd in de Bauhaus- of Internationale Stijl en maken deel uit de Witte stad van Tel Aviv, die op de werelderfgoedlijst van UNESCO staat.
In 1995 hield de gemeente een architectuurwedstrijd. De architect Moti Bodek stelde voor om de bestaande laan te gebruiken voor voetgangers en fietspaden, gericht op de stedelijke activiteiten van vrijetijdssport en recreatie, met tussendoor kiosken.
Naast het feit dat de Rothschild Boulevard deel uitmaakt van een kunstgebied, bevindt het zich tevens in het hart van het financiële district van Tel Aviv. Het is de plek waar de First International Bank Tower is gevestigd, evenals de Israëlische kantoren van financieel dienstverlener HSBC.

## Galerij

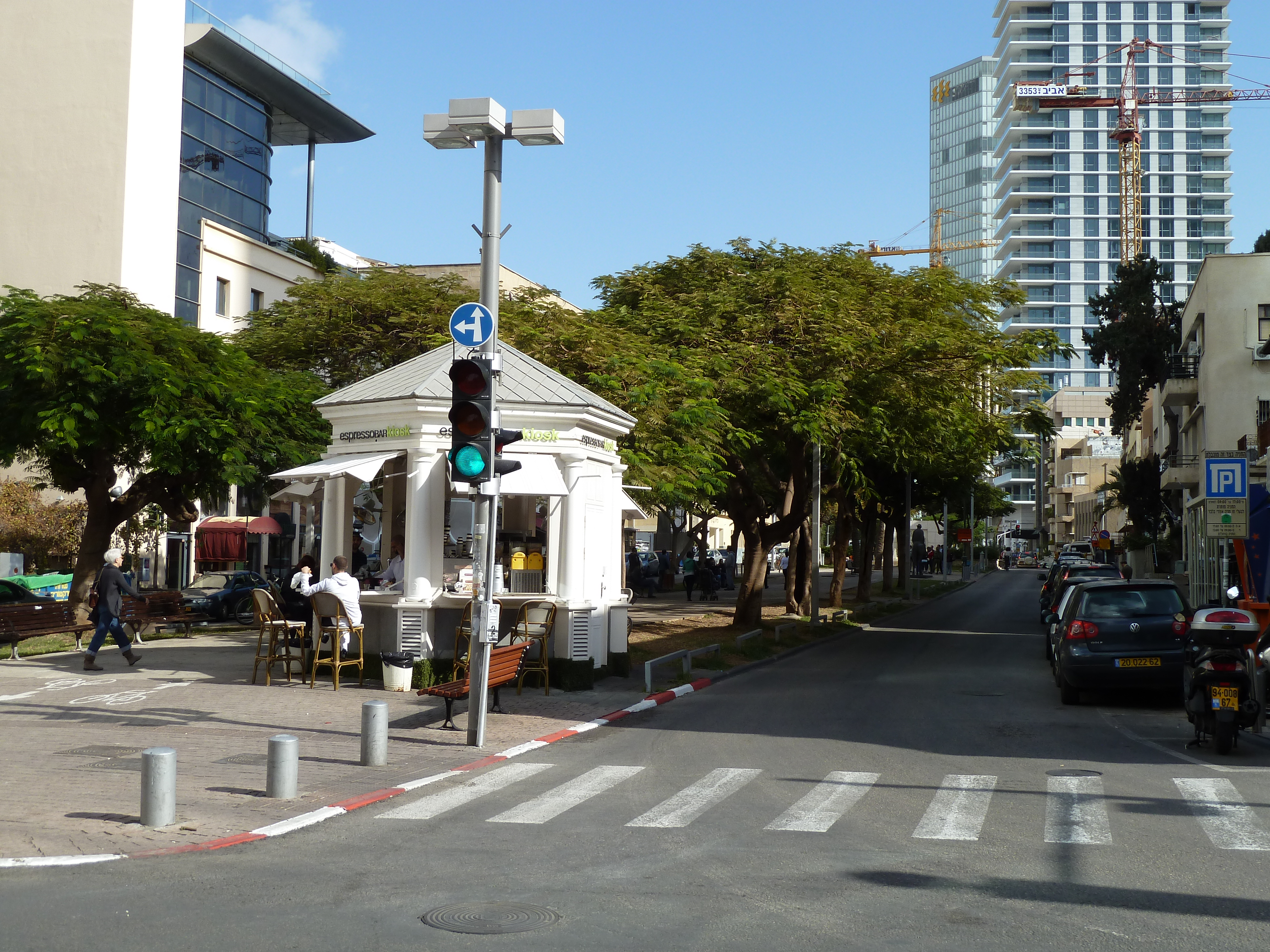
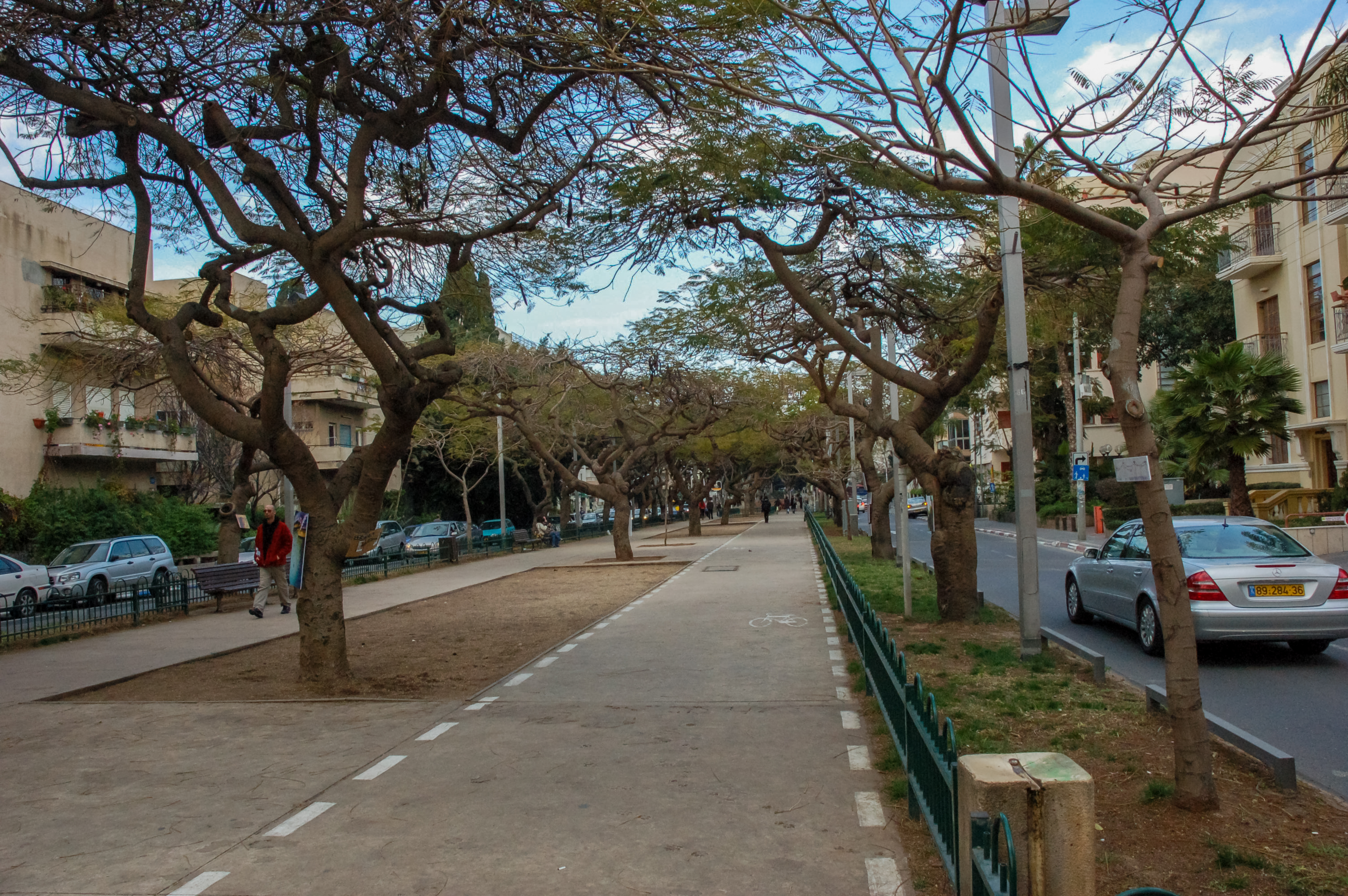
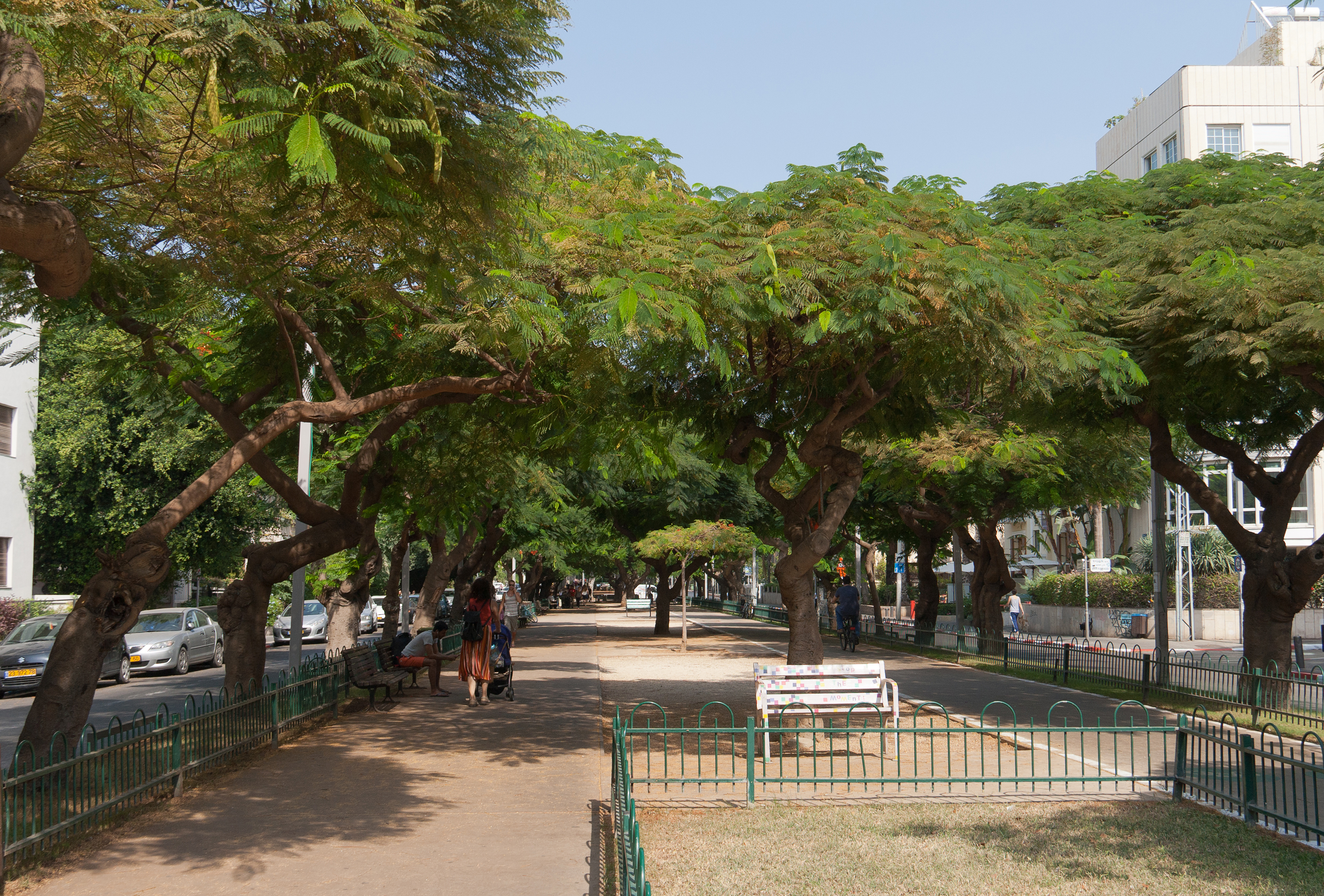
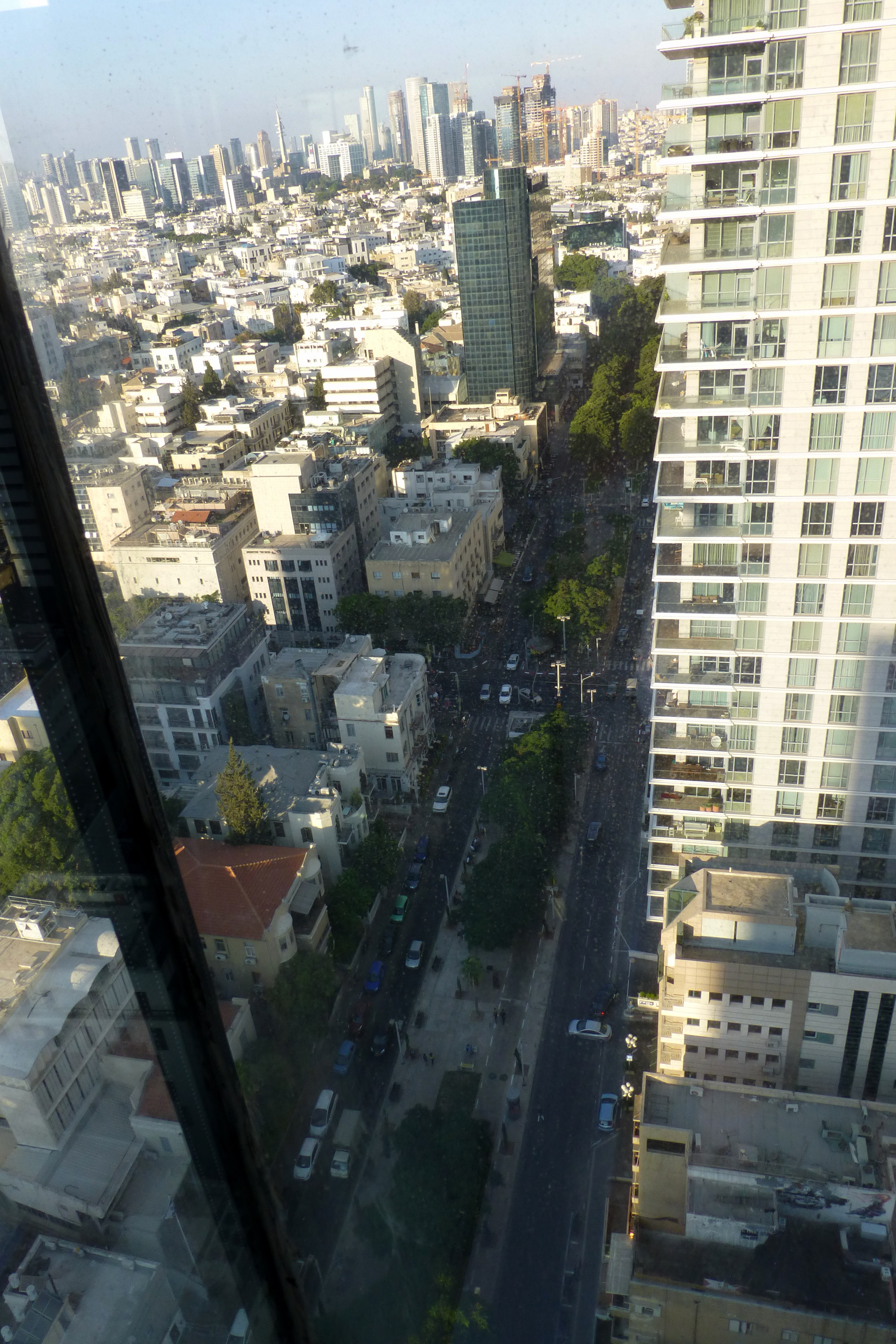